# Caio Júnio Silano (cônsul em 10)
Caio Júnio Silano (em latim: Gaius Junius Silanus) foi um senador romano eleito cônsul em 10 com Públio Cornélio Dolabela.

## Carreira
Depois de seu consulado, do qual nada se sabe, Silano foi nomeado procônsul da Ásia. Anos depois, em 22, foi acusado de malversação de recursos, maiestas ("traição") e sacrilégio contra o divino imperador Augusto. Tácito sugere que estas duas últimas acusações foram anexadas ao processo para intimidar os amigos de Silano e impedi-los de testemunhar em favor dele. Desertado pelos amigos e sem experiência jurídica, Silano abandonou sua própria defesa.
Depois de condenado, a pena proposta foi declará-lo "homo sacer" e o banimento para a ilha grega de Gyaros, mas o imperador Tibério alterou o local do exílio para a menos inóspita ilha de Cinthus, também na Grécia, a pedido de Torquata, irmã de Silano

## Família
Silano teve pelo menos três filhos: Ápio Júnio Silano, cônsul em 29, Décimo Júnio Silano, que teve um caso amoroso com Júlia, neta de Augusto, e Marco Júnio Silano, cônsul sufecto em 15 e sogro do futuro imperador Calígula antes de sua ascensão.